# Leni Robredo
Leni Robredo (Naga, 23 april 1964) is een Filipijns politicus.
Na de dood van haar echtgenoot en minister van binnenlandse zaken Jesse Robredo bij een vliegtuigongeluk in 2012 werd ze door de Liberal Party overgehaald zich verkiesbaar te stellen. In 2013 werd ze gekozen in het Filipijns Huis van Afgevaardigden. Bij de verkiezingen van 2016 werd ze gekozen tot vicepresident van de Filipijnen.

## Biografie
Leni Robredo werd geboren als Leni Gerona op 23 april 1964 in Naga in de Filipijnse provincie Camarines Sur. Ze is een dochter van rechter Antonio Gerona sr. en Salvacion Sto. Tomas. Na het voltooien van haar middelbareschoolopleiding aan de Universidad de Santa Isabel in 1982 studeerde ze economie aan de University of the Philippines. In 1986 behaalde ze daar haar Bachelor-diploma. Na haar afstuderen solliciteerde ze bij het Bicol River Basin Development Program (BRBDP). Zo ontmoette ze haar toekomstige echtgenoot, omdat dat programma op dat moment werd geleid door Jesse Robredo. In juni 1987 trouwde het stel. Nadien studeerde ze nog rechten. In 1990 voltooide ze een bachelor-opleiding rechten aan de University of Nueva Cáceres.
Na haar rechtenstudie werkte Robredo als advocaat in de sociale sector. Ze werkte ook samen met de niet-gouvernementele organisatie Saligan, waarvoor ze arme vissers en arbeiders hielp met juridische ondersteuning. Daarnaast kreeg ze in de loop der jaren drie dochters met haar man. In 2012 werd ze genomineerd voor een positie als rechter aan een regionale rechtbank (Regional Trial Court). In deze periode kwam haar man en minister van binnenlandse zaken Jesse Robredo echter om het leven bij een vliegtuigongeluk voor de kust van Masbate. Naar aanleiding daarvan trok ze zich terug voor deze positie bij de rechtbank, om bij haar dochters kunnen zijn.
In het jaar na het overlijden van haar man werd haar gevraagd om zich namens de Liberal Party verkiesbaar te stellen voor een zetel in het Filipijns Huis van Afgevaardigden. Ze stemde uiteindelijk toe en werd bij de verkiezingen van 2013 gekozen als afgevaardigde namens het 3e kiesdistrict van Camarines Sur. In het Huis maakte ze zich sterk voor de Freedom of Information Act en de Bangsamoro Basic Law en was ze een van de indieners van de Tax Incentives Transparency bill.
In oktober 2015 werd bekendgemaakt dat Robredo zich bij de verkiezingen van 2016 namens de Liberal Party verkiesbaar stelt voor het vicepresidentschap van de Filipijnen. Ze is daarmee de running mate van presidentskandidaat Mar Roxas. Hoewel ze volgens de eerste peilingen slechts op 1% van de stemmen kon rekenen werd Robredo gedurende de loop van de campagne een van de voornaamste kandidaten voor de winst. Na het tellen van de stemmen bleek dat Robredo met 35,1% de meeste stemmen had behaald, met kort daarachter Ferdinand Marcos jr. met 34,5% van de stemmen. Haar termijn als vicepresident ging in op 30 juni 2016 en zou lopen tot 30 juni 2022. In november 2019 werd Robredo door Duterte ontslagen uit haar functie als vice-president van de ICAD, het anti-drugs committee van de Filipijnen.
Robredo was tot diens dood in 2012 getrouwd met minister van binnenlandse zaken Jesse Robredo. Samen kregen ze drie dochters.